# ماریت رولدسث
ماریت رولدسث (انگلیسی: Marit Roaldseth؛ زادهٔ ۲۱ ژوئیهٔ ۱۹۷۷) اسکی‌باز صحرانوردی اهل نروژ است.